# 沈堕の滝
沈堕の滝（ちんだのたき）は、大分県豊後大野市大野町矢田にある滝。2007年7月26日に、国の登録記念物として登録されている。

## 概要
大野川の中流にある雄滝と、その支流の平井川の合流口にある雌滝とからなる。雄滝は高さ約20m、幅約100mで、雌滝は高さ約18m、幅4mである。柱状節理が並ぶ景観は、「豊後のナイアガラ」「大野のナイアガラ」とも呼ばれる（なお、同市緒方町にある原尻の滝は「東洋のナイアガラ」と呼ばれている）。どちらの滝も阿蘇山が約9万年前に噴火した際に埋められた谷の浸食で形成された。
古くからの名瀑であり、室町時代の1476年（文明8年）には、雪舟が訪れ水墨画『鎮田瀑図』を描いたことでも知られる。なお、『鎮田瀑図』は関東大震災で焼失しており、狩野常信による模写（京都国立博物館蔵、画像）が現存するのみである。
『豊後国志』によると、この滝の滝壺は危険な場所であり、「淵の深さは測るべからず」との記載がある。このため、岡藩では刑罰を科すべきかどうかお白洲で判断できない場合、被告人を「沈堕落とし」とし、無事に泳ぎ抜けたら神慮として無罪放免するが、助かったのは一人だけだったという。今も滝の近くに「岡藩滝落としの刑場跡」がある。
1909年（明治42年）に豊後電気鉄道株式会社によって沈堕発電所が建設された。この際に雄滝のすぐ上流に取水用の堰が設けられ、1923年（大正12年）には堰がかさ上げされたため水量が減少して往時の景観が損なわれた。しかし、1996年（平成8年）からの堰堤強化工事に伴い、常に一定量の放流が行われるようになり、かつての壮大な景観を取り戻した。
雄滝と雌滝の間には、石造の沈堕発電所跡地（近代化遺産）がある。

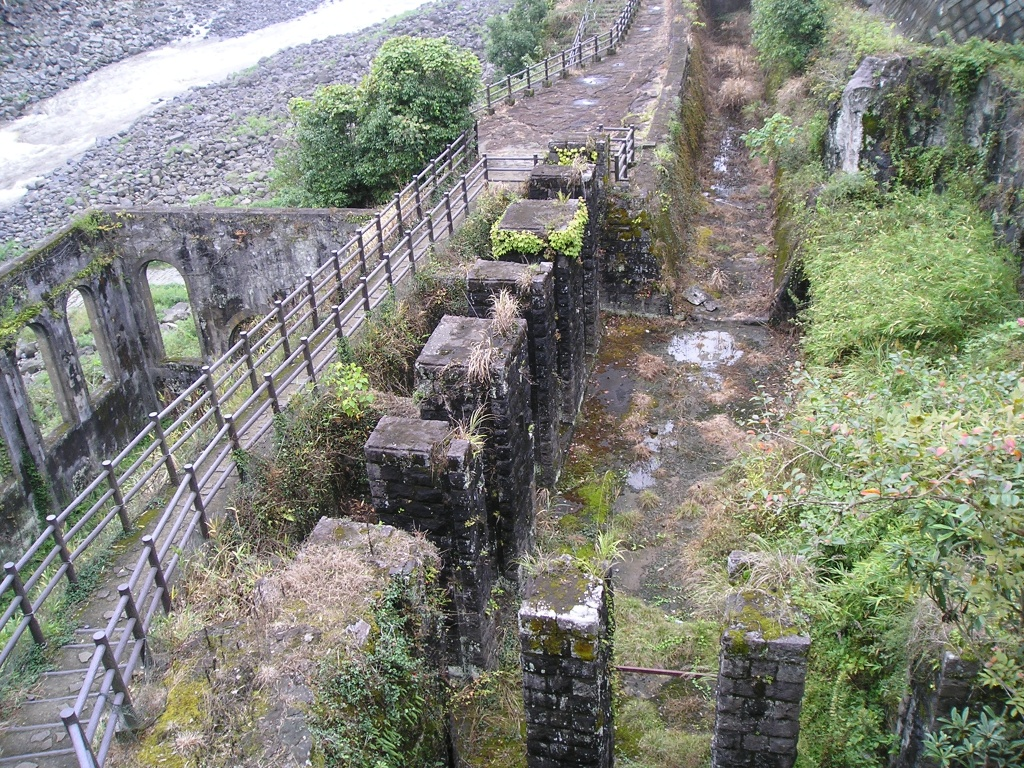
沈堕発電所跡
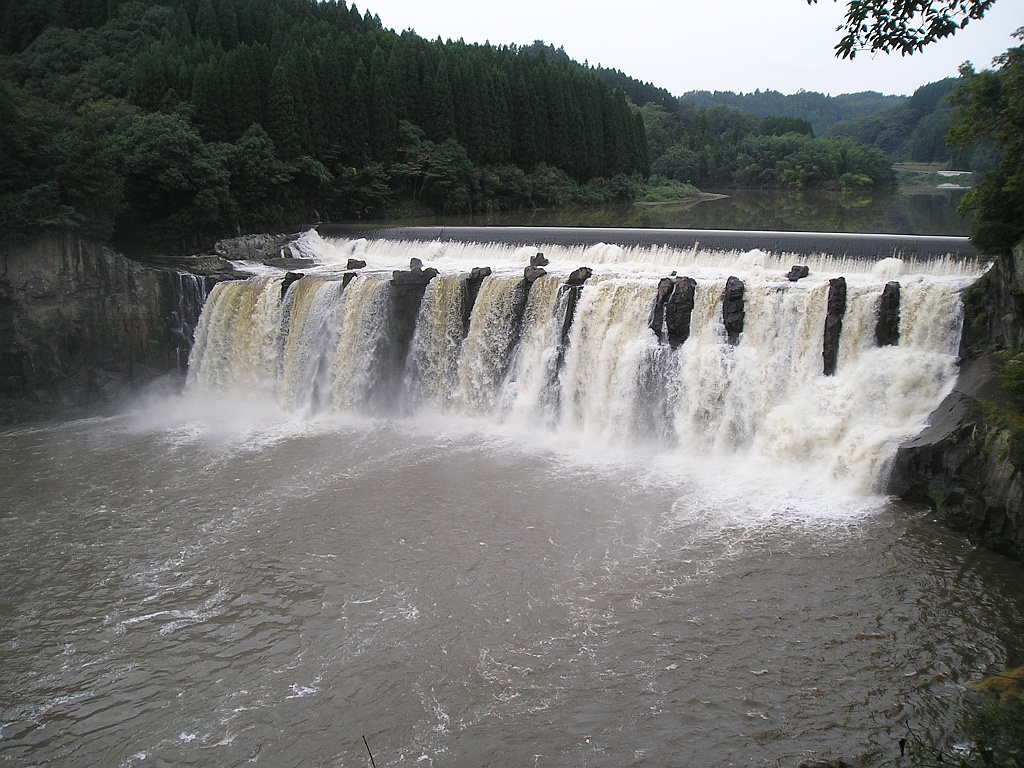
増水時の沈堕の滝